# Journal of Educational Psychology
La Revista de Psicología Educativa es una revista académica trimestral en inglés publicada por la Asociación Estadounidense de Psicología. Trata sobre psicología de la educación y emplea la revisión por pares en los procesos de selección de sus artículos. Fue creada en 1910. 
El jefe de redacción actual es Steve Graham  (Universidad Estatal de Arizona). La revista publica investigación psicológica original sobre educación para todas las edades y niveles educativos, así como ocasionalmente artículos teóricos y de revisión que pueden considerarse de especial importancia.
Según los informes de Journal Citation Reports,  la revista tiene un factor de impacto en 2020 de 5.805.
La revista ha implementado las directrices de Transparencia y Promoción Abierta (TOP) lo que proporciona una estructura para planificar la investigación y comunicarla con el objetivo de hacer la investigación más transparente, accesible, y reproducible.

## Métricas de revista
2023
- Web of Science Group : 5.805
- Índice h de Google Scholar: 224
- Scopus: 6.34